# Lomatogonium rotatum
Lomatogonium rotatum là một loài thực vật có hoa trong họ Long đởm. Loài này được (L.) Fr. ex Fernald mô tả khoa học đầu tiên năm 1919.